# ケネディ大統領の検死
ジョン・F・ケネディの検死（ケネディだいとうりょうのけんし、The autopsy of John Fitzgerald Kennedy）では、1963年11月にアメリカ合衆国メリーランド州ベセスダのベセスダ海軍病院（現在のウォルター・リード国立軍事病院）で行われた、第35代アメリカ合衆国大統領ジョン・フィッツジェラルド・ケネディの検死について述べる。検死は暗殺当日の1963年11月22日金曜日20時頃（東部標準時）に始まり、翌11月23日0時30分頃（東部標準時）に終了した。ワシントンD.C.近郊で検死を行うというのは未亡人となったジャクリーン・ケネディの選択で、ケネディが元海軍士官であったことから、ジャクリーンは海軍と繋がりの深いベセスダ海軍病院を選んだ。

## 背景
ケネディ大統領暗殺事件に続き、アメリカ合衆国シークレットサービスは更に陰謀が渦巻いている可能性を懸念し、新大統領となったリンドン・ジョンソン（ケネディ政権の副大統領、ケネディ暗殺を受けて大統領に繰り上げ就任）に対して、すぐにホワイトハウスに戻れるようパークランド記念病院を離れてダラス・ラブフィールド空港へ向かうよう促した。しかしながら、ジョンソンはケネディの死亡宣告なしに移動することを拒否した。ジョンソンは11月22日13時30分頃にエアフォースワンへ戻り、直後マクジョージ・バンディとウォルター・ジェンキンスからの電話を受け、すぐにワシントンD.C.へ戻るよう助言された。ジョンソンはジャクリーン・ケネディ不在ではダラスを離れないだろう、そしてジャクリーン夫人はケネディの遺体なしには離れないだろう、と答えた。『エスクァイア』誌の記事では、「ジョンソンは美しい未亡人を見捨てた人物として記憶されたくはなかった」と書かれている。
ケネディの死亡宣告がパークランド記念病院の外傷室1でなされた時、ダラス郡の検死官だったアール・ローズは、建物内の廊下を挟んで向かい側の自室にいた。彼が廊下を横切って外傷室に入ると、そこにはジャクリーン・ケネディと、大統領へ終油の秘跡を施すために呼ばれた司祭がいた。この部屋でローズはシークレット・サービスのロイ・ケラーマン、ケネディ付き主治医ジョージ・バークリーに会ったが、ジャクリーンがケネディの遺体なしにはダラスを離れないと話しており、遺体をすぐに空港に届ける必要があるため、検死を行う時間はないと告げられた。事件が起こった当時、大統領暗殺事件はどの連邦組織の管轄下にもなかった。ローズはこれに反発して、テキサス州法では遺体の移動前に検死を行うのが自分の責務だと主張したため、ケネディの側近たちと激しい議論が巻き起こった。ケネディの遺体は棺に安置され、ジャクリーンが同伴しながらストレッチャーで廊下を進んだ。この時ローズは、誰かに棺を奪おうとされないように病院の扉前に立ち塞がり、援護するようにその後ろには地元警察官1名が立っていたと報告されている。ロバート・カロが書いた "The Years of Lyndon Johnson: The Passage of Power"（シリーズ第4巻）によると、大統領の側近たちは、「建物外に出るために、文字通り[ローズ]と警察官を押しやっていた」という。後にジャーナル・オブ・ジ・アメリカン・メディカル・アソシエーション (JAMA) に掲載されたインタビューでローズは、緊張を助長するのは賢明でないと感じて身を引いた、と回想している。

## 死亡診断書
ケネディ付き主治医だったジョージ・バークリーは、1963年11月23日に死亡診断書へ署名し、ケネディの死因は頭蓋骨への銃創であると結論付けた。彼は頭部の致命傷について「衝撃時に頭蓋骨の断片化と、頭蓋骨3部位の剥離を起こす凄まじい外傷で、結果として右大脳半球の離解が起きた」と記述した。また、「第2の傷は第3胸椎の後背部にできた」とも記述している。第2の死亡診断書は、ダラス郡の治安判事セロン・ウォード (Theron Ward) が同年12月6日に署名したものであるが、この中でケネディは、「 (1) 身体の中心付近で右肩のすぐ上のもの、(2) 後頭部中心から右に1インチのもの　という2つの銃創の結果として死亡した」と記載されている。

## 検死の公式所見

### 背後部の銃傷
1. ベセスダ海軍病院の検死医たちは、ケネディの首の根元かつ肩甲骨の上にある銃創（射入口）を調べようとしたが、舌骨下筋を通過していたため失敗した。彼らは検死中、頸部前面の射出口に気付いておらず、結果として射創の完全な解剖や探索は全く行われなかった。初療に当たった救急医たちが気管切開を行った為、射出口が分からなくなってしまっていた。
2. 大統領の検死報告書であるWarren Exhibit CE 387では[9]、ベセスダでの検死結果として、背中の創は0.24インチ×0.16インチの楕円形で、右肩峰突起（英語版）先端から5.5インチ (約14cm)・右乳様突起の下5.5インチの「肩甲骨上縁のすぐ上」 に位置していたと記録している。
3. ベセスダでの剖検報告書の結語には[9]、「もうひとつの飛翔体[背後からの銃弾]は右肩甲骨の上かつ胸椎の右上後方から入り、頸部右側の肩甲骨上・鎖骨上軟部組織を横断した」と書かれている。
4. 報告書にはまた、鎖骨上の右肺尖部に肺挫傷があったとあるが、損傷は右肺尖部や壁側胸膜に及んだものの、貫通まではしていなかったと記されている。この記述は射創が挫傷の近くを通ったが、上を通ったわけではないことを示唆しており、また胸腔には貫通創はなかったことも記されている。
5. この銃弾は、右肺尖部壁側胸膜と、右上葉肺尖部の挫傷両方を作った。銃弾は右側の舌骨下筋を損傷し、気管を傷付け、頸部前面から出て行ったと考えられる。
6. ウォーレン委員会報告書で取られた「銃弾はひとつ」説では、弾丸1発が第6頸椎を損傷したと結論付けているが、この結果は耳（乳様突起）の下5.5インチという記述と合致する。ウォーレン報告書では第6頚椎の高さが銃弾の射入口だと結論付けてはいないが、1979年にアメリカ合衆国下院暗殺調査特別委員会（英語版）が作成した報告書ではこの結論が採られた。下院暗殺調査特別委員会の報告書では、ベセスダ海軍病院で撮られたレントゲン写真に第6頚椎の損傷が写っていたものの、ベセスダの検死医たちが見逃したことを指摘している（このレントゲンはアメリカ海軍の医療部隊司令官ジョン・H・エバーソール（英語版）によって撮られた）。

これらの見逃しはあったが、ウォーレン委員会報告書に含まれているベセスダ検死報告書の原典でも、弾丸は肩甲骨上のレベルから肺（壁側胸膜と肺尖部）を抜け、喉頭部下端から出る形で大統領の頸部を貫通したと結論付けている。

### 頭部の銃傷

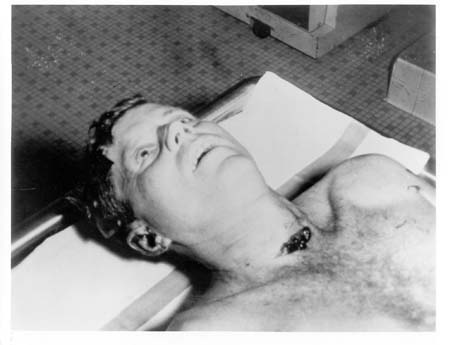
検死で撮影されたケネディの頭部と両肩の写真

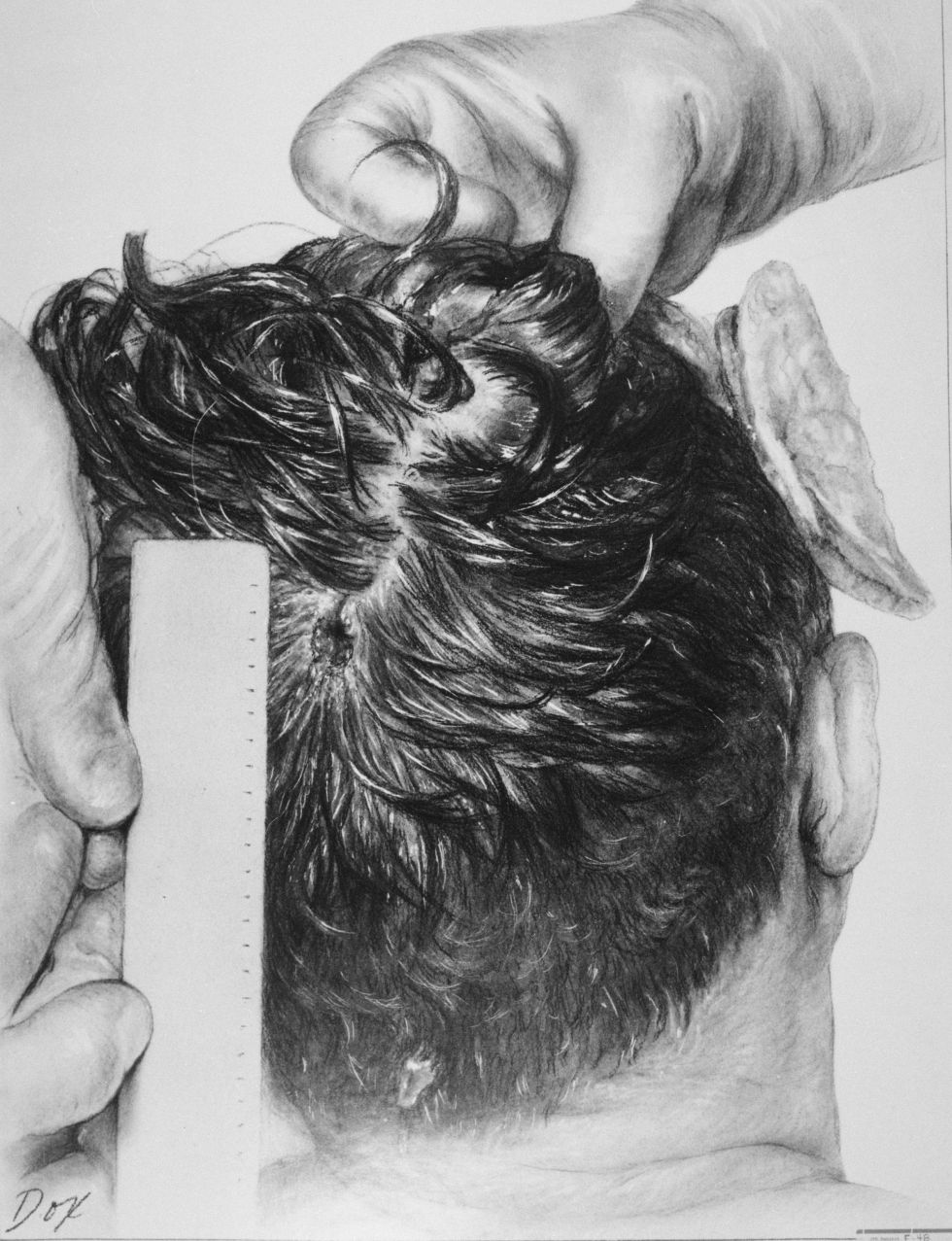
検死写真から作られたケネディの後頭部の傷を描いた素描。ほぼ円形の小さな創が後頭部の皮膚にあり、つむじのそば・定規の右隣にある。

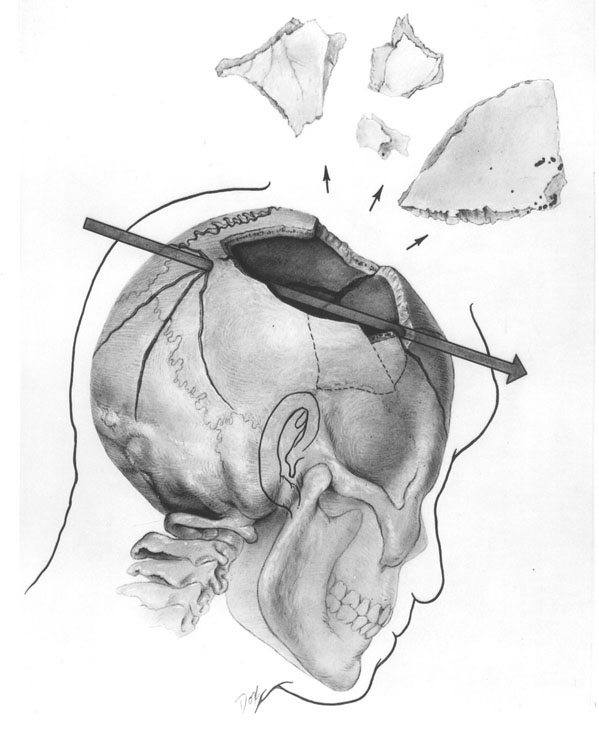
下院暗殺調査特別委員会のために作成された図で、頭蓋骨を通った弾丸の軌道を示している。後頭なまなや部の射入口は、素描に描かれた後頭部の創と一致している。断片化した頭蓋骨は説明のために分けて描かれている。実際のところ頭蓋骨片はほとんどが皮弁の下に留まっていた。

1. ベセスダ検死では大統領の後頭部の銃創について、外後頭隆起の右側少し上にある0.59インチ×0.24インチの裂傷として記録されている。直下の骨には一致する創があり、形としては円錐形の広がりを持っていた[10]。
2. 右頭部の巨大で不規則な形の創（頭頂骨が主だが、側頭骨・後頭骨にも達している）は、最大径13センチメートル (5.1 in)と記録されている[10]。
3. 頭蓋骨片3つが別々の標本として採取され、これらを合わせると最大の創の寸法にほぼ対応する。最も大きい頭蓋骨片は射出口と推定されるほぼ円形の創の周辺部に相当し、骨片の周辺部には斜角が付いていて、寸法は約2.5 - 3.0センチメートル (0.98 - 1.18 in)であった。X線検査により、この骨片の辺縁に金属微粒子が付着していることが分かった[10]。
4. X線検査によって、発射体の微小粒子が、後頭部の創から側頭部の欠損部に向けて道状に連なっているのが分かった[11]。

## その後の政府機関捜査

### ラムゼイ・クラーク・パネルの分析
ジョンソン政権下で合衆国司法長官となったラムゼイ・クラークは、1968年に4人の医療専門家を指名し、検死の際に撮影された写真・X線写真を調査するよう命じた。この専門家パネルではウォーレン委員会報告書の調査内容を裏付ける形になった（報告内容は「大統領は後方から銃撃され、当たった銃弾は2発のみである」であった）。この専門家パネルによる調査要約では、「検死で撮影された衣服のと写真およびX線の検査は、ケネディが彼の上からと後ろから発射された弾丸2発に打たれたことを明らかにした。うち1発は、骨に当たることなく右側の首の付け根を横切り、もう1発は後ろから頭蓋骨に入り、右側を破裂させた」と結論付けている。

### ロックフェラー委員会の分析（1975年）
ロックフェラー委員会は病理医3名、放射線科医1名、創傷弾道学者1名で組閣された。この委員会は背部と頸部の創傷には言及せず、報告書には「ケネディの死にCIAの関与があったと示す明確な証拠があったかどうか決めるには、調査内容は限定的であった」、「ケネディ暗殺へのCIA関与を示すに充分な証拠を提出した目撃者たちは、大統領の死因となった頭部外傷に関連して、大統領の身体の動きを強調しすぎている」と書いている。
委員会では、ザプルーダー・フィルム、マリー・マッチモアとオーヴィル・ニックスが撮影した動画のほか、1963年の検死報告書、当時撮影された検死写真とX線写真、ケネディの衣服とバック・ブレイス、弾丸と回収されたその破片、1968年に発表されたクラーク・パネルの報告書、その他の資料を調査した。5人の委員は全会一致で、大統領には後方から2発の銃弾が当たり、うち1発は後頭部を撃ち抜いたと結論付けた。医師のうち3人は、頭部を撃たれた後大統領が上半身を後左方に逸らした動きは、「脳内の神経中枢に大きな損傷が与えられたことで、けいれん発作様の神経筋反射が起き、そのせいで全身が猛烈に強直した」と述べた。
報告書では更に、「ケネディがグラシー・ノールならびに彼の前方・右前方・右側のどの位置から撃たれたという証拠もなく（中略）、[ロックフェラー委員会より前に]ザプルーダー・フィルムやその他の動画が、ケネディは右前方から銃撃されたことを示していると話す証言人は、誰一人としてこの話題に関する専門的資格を持っていないことがわかった」 と付け加えている。

### 下院暗殺調査特別委員会の分析（1979年）
アメリカ合衆国下院暗殺調査特別委員会 (United States House Select Committee on Assassinations、 HSCA) には、ベセスダ海軍病院で行われたオリジナルの検死写真・X線写真を評価し、当時作業に携わった検死医たちに信憑性を審問するという独自目的を持つ、法医学パネル（内部委員会）があった。この内部委員会と下院暗殺調査特別委員会は、当時の証拠を用いていくつかの医学的結論を出している。

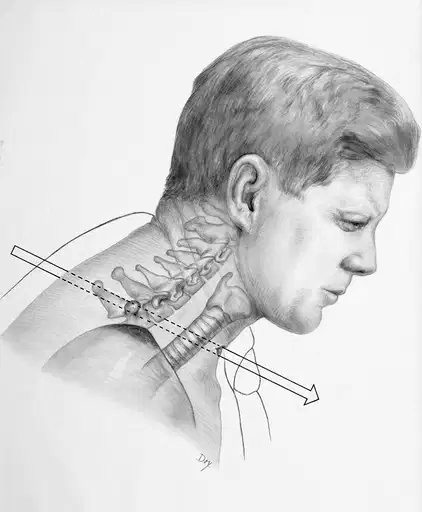
ケネディの側面像で図解。背部から頸部前面まで貫通した発射体の軌道を示している

下院暗殺調査特別委員会が出した最大の法医学的結論は、「ケネディは背後から散弾銃2発で狙撃された」 というものだった。委員会は2人目の狙撃者がいたという音響的証拠を見つけたものの、この狙撃者は大統領の負傷に関与しておらず、従って検死結果と無関係であると結論付けた。
委員会の法医学パネルには9人のメンバーがおり、うち8人はアメリカ合衆国の主要地区で主任検死官を務める人物であった。彼らが担当した検死は全員合わせて10万件以上にわたったが、下院暗殺調査特別委員会は医学的に証拠を評価する上で、これらの経験の蓄積を貴重なものと考えていた。法医学パネルに求められたのは、大統領の死因判別、また創傷の性状・部位評価において、検死時に撮影されたX線写真・検死写真を吟味することであった。
特別委員会はまた、法医学的証拠の信憑性を評価するため専門家を雇った。クラーク・パネルやロックフェラー委員会はどちらも、X線写真や検死写真が信憑性に値するのか評価できていなかった。長年にわたって検死写真やX線写真に生じている数多の問題を鑑みて、特別委員会は信憑性の評価こそ調査の最重要な点と考えていた。特別委員会は、法歯学者・法医人類学者・放射線科医などで構成された写真学的証拠パネルの手助けを得て、検死写真やX線写真の信憑性評価を実施した。これらの専門家からは2つの疑問が投げかけられた。
1. アメリカ国立公文書記録管理局に保存されている検死写真・X線写真は、明確にケネディのものと言えるのか?
2. これらの検死写真・X線写真が1枚でも改竄されたという証拠はあるのか?

検死写真の対象が本当に大統領であったのかどうか判断するため、法医人類学者たちは、生前の大統領の写真と検死写真を比較した。比較は測定学的側面と形態学的側面の両方から行われた。前者では、写真を通じて顔のあらゆる特徴を測定した。後者では身体的特徴の一貫性を検証したが、その中心は鼻の形や顔の輪郭線など、個人の特徴をよく表すとされるパーツであった（本人固有の特徴が特定されたところで、検死前後の写真を比較し、同一人物であることを確認した）。人類学者たちは更に、生前に撮られた大統領のX線写真と、検死時のものも比較した。生前・死後のX線写真双方から特定された解剖学的特徴は、検死時のX線写真がケネディのものと結論付けるには充分な量であった。法歯学者たちの結論も同一であった。ケネディの歯も含めて検死中に撮影された多数のX線写真と、本人のデンタルレコードを使用し、X線写真は大統領のものと判定された。
法歯学者・人類学者たちが検死写真・X線写真は大統領のものと判定した直後、写真学者や放射線科医が、オリジナルの検死写真、ネガフィルムやスライド、X線写真に対して、改竄がないか検証を始めた。彼らは写真やX線写真が改竄されたという証拠はないと結論付け、法医学パネルが出したこれらの結論を元に、特別委員会は検死時の写真・X線写真は証拠として有効であると判断した。
検死写真とX線写真の調査が主に原本の分析に基づいていた一方で、法医病理学パネルは、関係者たちの証言も洗い出すことができた。更に、パネラーが要求した検査や証拠分析は全て実施された。法医学パネルが得た証拠を全て吟味するまで、結論は出されなかった。
法医病理学パネルは、ケネディは2発の銃弾に狙撃されたが、どちらも背後から射出されたものだと結論付けた。パネルはまた、大統領は「背後の上右方から入って喉の前面に抜けた銃弾1発、つむじ付近の右側頭部から入って右頭部の前方へ抜けて行った1発」で狙撃され、「2発目の銃弾が出口付近で大統領の頭部に大きな損傷を与えた」と述べた。加えて、頭部前方から銃弾が入ったという証拠はなく、そのような銃弾がケネディに当たった可能性も、当たったが証拠を残さなかった可能性も乏しいと結論付けた。
この結論はザプルーダー・フィルムで捉えられていた大統領の動き（狙撃後、頭を後ろに反らしている）と矛盾していると考えられたため、特別調査委員会は創傷弾道学の専門家へ諮問し、弾丸が飛んできた方向とその後の頭部の動きに関係があるならばそれを鑑定してほしいと求めた。この専門家は、大統領の頭部を撃ち抜いた弾丸による神経損傷で背筋が収縮しうるほか、その結果頭部が後屈しうる、と結論付けた。さらにヤギの銃撃などの実験を行い、それを録画して証拠として示した。この結論を得て、特別調査委員会は、ケネディの頭が後屈した現象については、後方から狙撃された事実と根本的には矛盾していないと判断した。
下院暗殺調査特別委員会は、ベセスダ海軍病院で行われた検死そのものと、得られた証拠の扱いについていくつか批判を述べた。
1. 「頭部創の射入口が不正確に記述されていた」こと。
2. 検死報告が「不完全」であり、写真への参照がないまま作成されているほか、大統領背部の銃創の射入口を含め多くの「不正確性」が見られること。
3. 「背部と頸部前面の射入口・射出口はきちんと場所が特定されておらず、互いの位置関係も表されていない」こと。

## 文書目録の分析：：暗殺記録再評価委員会（1992年〜1998年）
暗殺記録再評価委員会（英: Assassination Records Review Board, ARRB）は、ジョン・F・ケネディ暗殺記録収集法（1992年）によって組織され、暗殺に関連する政府記録全ての収集と公開を義務付けた。委員会の実際の作業は1994年に始まり、最終報告書は1998年に公表された。1991年のオリバー・ストーン監督作品『JFK』では、委員会発足のきっかけとなった暗殺記録収集法の可決に関して疑問が投げかけられていたが、再評価委員会は映画の結論に関する市民の不安を部分的に認めた。加えて映画について、「連邦捜査局 (FBI) 、中央情報局 (CIA) などのアメリカ合衆国政府職員、さらに軍部を共謀者に仕立て上げた、ケネディ暗殺事件に関する説を普及させた」と述べた
再評価委員会で軍事記録に関する主任分析者を務めたダグラス・P・ホーン (Douglas P. Horne) は次のように述べている。
再評価委員会は、ケネディの検死に関してもっと完璧な記録を作ろうと考え、追加の証人を探すことになった。1998年7月に再評価委員会が発表したスタッフ報告書では、ベセスダ海軍病院で行われた検死の欠点について強調された。この中では「ケネディの暗殺に関する多くの悲劇の1つは、検死記録の不完全さと、現存している記録が秘密にされているために起こった疑いの目であると書いている。
再評価委員会のスタッフ報告書では、記録に残る頭部写真はケネディのものではなく、ケネディが受けた衝撃より損傷がはるかに少ないと主張している。検死に携わったJ・ソーントン・ボズウェルはこういった主張に反論した。委員会では更に、大きな欠損はなかったと示す写真と矛盾して、検死医やパークランド記念病院のスタッフも含めて大勢が、大統領の後頭部に大きな傷を診ていることを指摘している。委員会とそのメンバーであるJeremy Gunn は、目撃者たちの証言に関する問題として、ひとつの証言を様々な理論の「証拠」にするのではなく、全ての証拠を吟味し、ヒューマンエラーについても考えるよう求めている。

## 検死に関わった人々
当記事の英語版参照。